# 岳野万里夫
岳野 万里夫（たけの まりお、1954年5月7日 - ）は日本の財務・金融官僚。日本証券業協会副会長。

## 来歴
神奈川県横浜市出身。筑波大学附属駒場中学校・高等学校から東京大学に入学。工学部と経済学部を卒業する。
1979年 大蔵省入省（証券局総務課）。
2001年7月 金融庁監督局銀行第二課長。2003年7月 金融庁監督局銀行第一課長。2005年8月 金融庁総務企画局総務課長。2007年7月 金融庁総務企画局審議官（資本市場・企業開示担当）。2010年7月 証券取引等監視委員会事務局長。2013年6月28日退官。退官後は日本証券業協会副会長。

## 略歴
- 1979年4月：大蔵省入省（証券局総務課）[2]。
- 1981年7月：大臣官房調査企画官財政金融研究室。
- 1982年12月：理財局国債課。
- 1984年7月：白河税務署長。
- 1985年7月：横浜市企画財政局財政部財政課。
- 1987年7月：関税局輸入課長補佐。
- 1988年6月：理財局資金第二課長補佐。
- 1989年7月：理財局総務課長補佐。
- 1990年7月：大臣官房調査企画課長補佐。
- 1991年6月：証券局流通市場課長補佐。
- 1992年7月：証券局証券市場課長補佐。
- 1993年7月：関税局企画課長補佐。
- 1994年7月：大臣官房企画官 兼 関税局総務課。
- 1995年6月：東京税関総務部長。
- 1996年7月：大臣官房企画官 兼 理財局国有財産総括課。
- 1998年7月：主計局共済課長。
- 2000年7月：主計局主計官（防衛担当）。
- 2001年1月6日：財務省主計局主計官（防衛担当）。
- 2001年7月：金融庁監督局銀行第二課長。
- 2003年7月：金融庁監督局銀行第一課長。
- 2005年8月：金融庁総務企画局総務課長。
- 2007年7月：金融庁総務企画局審議官（資本市場・企業開示担当）。
- 2010年7月：証券取引等監視委員会事務局長。
- 2013年6月28日：退官。